# Diecezja Innsbrucku
Diecezja Innsbrucku (łac.: Dioecesis Oenipontana, niem.: Diözese Innsbruck) – diecezja Kościoła rzymskokatolickiego w Austrii, położona w zachodniej części kraju. Obejmuje całość terytorium kraju związkowego Tyrol. Siedziba biskupa znajduje się w katedrze św. Jakuba w Innsbrucku. Patronem diecezji jest św. Piotr Kanizjusz.

## Historia

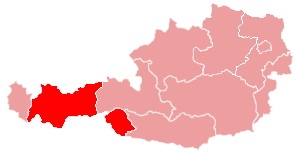
Diecezja na mapie administracyjnej Kościoła w Austrii

Chrześcijaństwo na obszarze dzisiejszego Tyrolu pojawiło się w pierwszych wiekach naszej ery. Teren ten należał od czasów średniowiecza do biskupstw: Chur, Konstancji, Augsburga oraz Brixen.
Po zakończeniu I wojny światowej Tyrol Południowy został włączony do państwa włoskiego, w tym w jego granicach znalazła się diecezja Brixen, w związku z czym w 1921 roku papież Benedykt XV utworzył administraturę apostolską Innsbruck-Feldkirch, obejmującą Tyrol Północny oraz Vorarlberg, którą jego następca Pius IX podporządkował w 1925 roku bezpośrednio Stolicy Apostolskiej.
6 sierpnia 1964 roku administratura apostolska Innsbruck-Feldkirch została podniesiona do rangi pełnoprawnej diecezji innsbruckiej. 8 grudnia 1968 roku papież Paweł VI bullą Christi caritas wydzielił z terytorium diecezji osobne biskupstwo -  Feldkirch, co doprowadziło do zmiany nazwy tyrolskiej diecezji na obecną.

## Władze
- Biskup ordynariusz: Hermann Glettler
- Wikariusz generalny: ks. Florian Huber[1]
- Wikariusz biskupi ds zakonów: ks. Hermann Steidl[2]
- Wikariusz biskupi ds. misji duszpasterskiej: ks. Jakob Bürgler[3]

## Główne świątynie
Do najważniejszych świątyń należą:
- Katedra: katedra św. Jakuba w Innsbrucku
- bazyliki mniejsze
  - bazylika św. Michała w Absam
  - bazylika Najświętszego Serca Jezusa w Hall in Tirol
  - bazylika Niepokalanego Poczęcia NMP w Wilten
  - bazylika Naszej Dobrej Pani w Stams (opactwo cystersów)